# WTT Feeder 2022
Die WTT-Feeder-Turniere des ITTF fanden 2022 in ihrer 2. Austragung statt, organisiert durch World Table Tennis. Sie begannen am 12. Januar mit dem WTT Feeder Düsseldorf I und endeten am 14. Dezember mit dem WTT Feeder Fort Lauderdale.

## Turniere
| Nr. | Turnier                    | Ort             | Datum         | Gewinner Männer    | Gewinner Männer                     | Gewinnerinnen Frauen | Gewinnerinnen Frauen           | GewinnerInnen Mixed                 | Preis- geld | [ 1 ]  |
| Nr. | Turnier                    | Ort             | Datum         | Einzel             | Doppel                              | Einzel               | Doppel                         | GewinnerInnen Mixed                 | Preis- geld | [ 1 ]  |
| --- | -------------------------- | --------------- | ------------- | ------------------ | ----------------------------------- | -------------------- | ------------------------------ | ----------------------------------- | ----------- | ------ |
| 1   | WTT Feeder Düsseldorf I    | Düsseldorf      | 12.1.–15.1.   | Robert Gardos      | Félix Lebrun Esteban Dorr           | Barbora Balážová     | Hana Arapovic Polina Trifonova | Robert Gardos Karoline Mischek      | $ 20.000    | [ 2 ]  |
| 2   | WTT Feeder Düsseldorf II   | Düsseldorf      | 17.1.–20.1.   | Patrick Franziska  | Félix Lebrun Alexis Lebrun          | Elizabet Abraamian   | Yuan Wan Chantal Mantz         | Dimitrije Levajac Izabela Lupulesku | $ 20.000    | [ 3 ]  |
| 3   | WTT Feeder Doha            | Doha            | 13.3.–17.3.   | Zhao Zihao         | Huang Yan-Cheng Feng Yi-Hsin        | Qian Tianyi          | Qi Fei Liu Weishan             | Xu Yingbin Qian Tianyi              | $ 20.000    | [ 4 ]  |
| 4   | WTT Feeder Fremont         | Fremont         | 5.5.–8.5.     | Hiroto Shinozuka   | Yukiya Uda Shunsuke Togami          | Asuka Sasao          | Asuka Sasao Sakura Mori        | Chuang Chih-Yuan Chen Szu-yu        | $ 20.000    | [ 5 ]  |
| 5   | WTT Feeder Westchester     | Pleasantville   | 11.5.–15.5.   | Chuang Chih-Yuan   | Yukiya Uda Shunsuke Togami          | Haruna Ojio          | Asuka Sasao Sakura Mori        | Chuang Chih-Yuan Chen Szu-yu        | $ 20.000    | [ 6 ]  |
| 6   | WTT Feeder Otočec          | Otočec          | 20.6.–26.6.   | Jang Woo-jin       | Cho Daeseong Jang Woo-jin           | Miu Hirano           | Doo Hoi Kem Zhu Chengzhu       | Lin Shidong Kuai Man                | $ 30.000    | [ 7 ]  |
| 7   | WTT Feeder Budapest        | Budapest        | 18.7.–22.7.   | Lin Shidong        | Feng Yi-Hsin Chen Chien-an          | He Zhuojia           | Zhu Chengzhu Lee Ho Ching      | Lin Shidong Kuai Man                |             | [ 8 ]  |
| 8   | WTT Feeder Olmütz          | Olmütz          | 23.8.–28.8.   | Cho Seung-min      | Kazuhiro Yoshimura Maharu Yoshimura | Qian Tianyi          | Kim Nayeong Yoon Hyobin        | Park Gang-hyeon Kim Nayeong         | $ 40.000    | [ 9 ]  |
| 9   | WTT Feeder Panagjurischte  | Panagjurischte  | 30.8.–4.9.    | Zhou Qihao         | Xu Haidong Cao Wei                  | Chen Xingtong        | Prithika Pavade Camille Lutz   | Xu Haidong Wu Yangchen              | $ 40.000    | [ 10 ] |
| 10  | WTT Feeder Düsseldorf III  | Düsseldorf      | 22.11.–25.11. | Dimitrij Ovtcharov | Maciej Kubik Samuel Kulczycki       | Shan Xiaona          | Liu Hsing-Yin Huang Yu-Wen     | Cho Daeseong Lee Zi-on              | $ 20.000    | [ 11 ] |
| 11  | WTT Feeder Fort Lauderdale | Fort Lauderdale | 11.12.–14.12. | Satoshi Aida       | Jakub Zelinka Ľubomír Pištej        | Amy Wang             | Lily Zhang Barbora Balážová    | Ľubomír Pištej Barbora Balážová     | $ 20.000    | [ 12 ] |